# Acacia cunninghamii
Acacia cunninghamii é uma espécie de leguminosa do gênero Acacia, pertencente à família Fabaceae.